# Der Sturm

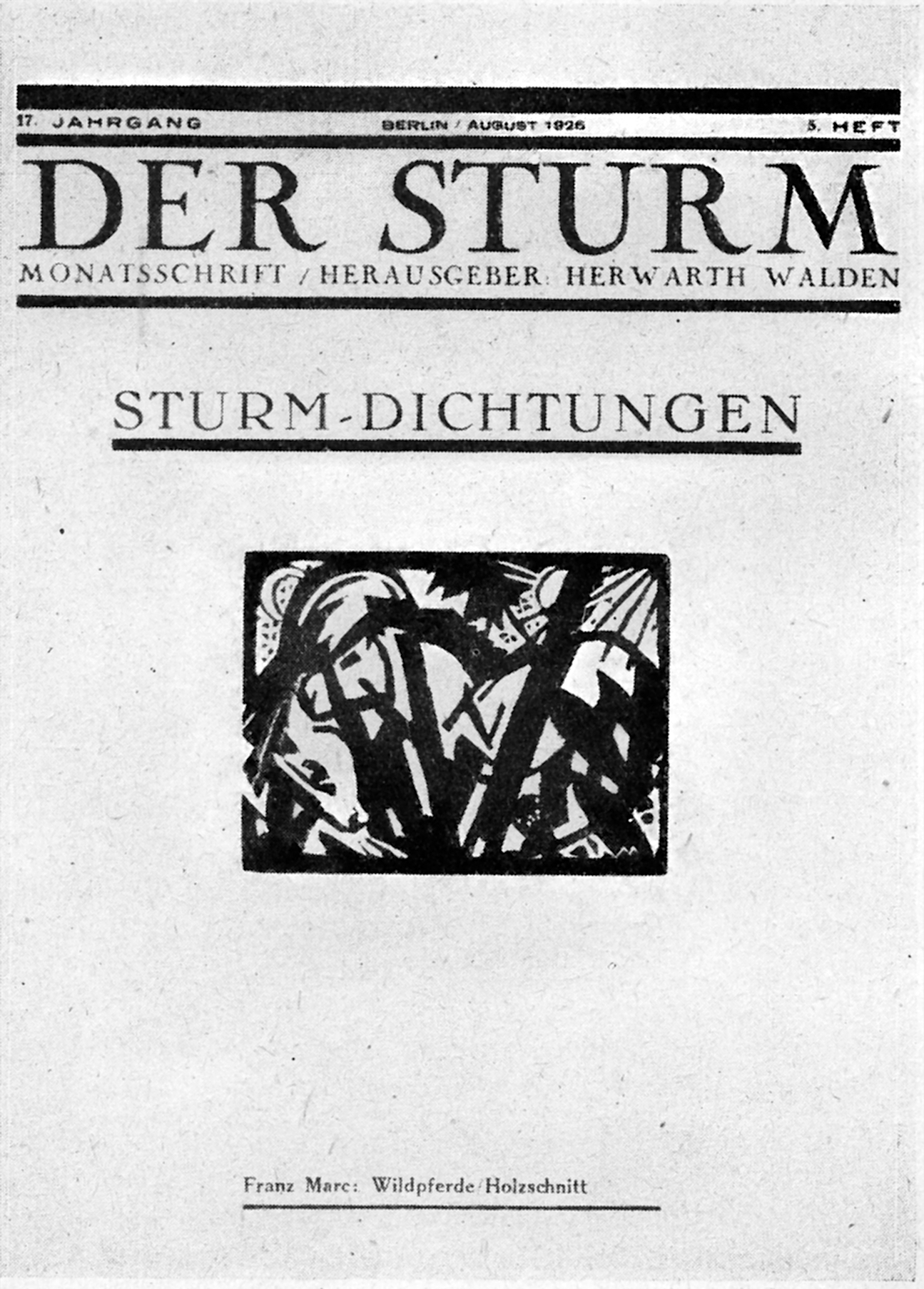

A Der Sturm berlini német irodalmi, kulturális és művészeti folyóirat,  amely 1910. március 3-án hetilapként indult, 1914 áprilisától kéthetente, 1917 közepétől 1932-ig havonta jelent meg. Alapítója, főszerkesztője és kiadója Herwarth Walden író. Könyvkiadó és kiállítóterem is tartozott hozzá, a modern lírát, drámát, prózát és képzőművészeteket mutatta be. 1916-tól művészeti oktatást is vállaltak. A folyóirat az 1910-es években a radikális modernizmus egyik centrumává vált.  Komoly szerepe volt az expresszionizmus kibontakozásában.

## Története
August Stramm (1874-1915) költő és drámaíró és az őt példaképüknek tekintő lírikusok műveit publikálta a Der Sturm. H. Walden A. Stramm  "szóművészetét" tekintette az új irodalom legtisztább megvalósulási formájának, így aztán a kísérletező költészet egyik bölcsőjévé vált a lap, melynek irodalmi munkatársai voltak: G. Benn, A. Ehrenstein, Ivan Goll, Oskar Kokoschka, E. Lasker-Schüler, A. Lichtenstein, Kurt Schwitters és Paul Zech.
Kortárs modern stílusban festő művészek (Vaszilij Kandinszkij, Oskar Kokoschka, August Macke, Franz Marc, Gabriele Münter) kiállításait rendezte. A laphoz művészeti mozgalmak is kötődtek, mint például a Die Brücke és a Der Blaue Reiter. Walden reprodukálta folyóiratában a Brücke és a Blaue Reiter mestereinek grafikáit.
A Die Aktion mellett az expresszionista művészet legjelentősebb orgánuma, de támogatott minden más újfajta művészeti törekvést is, a dadát épp úgy, mint a futurizmust, a kubizmust vagy a konstruktivizmust. A művészet nemzetközi fóruma akart lenni. Apollinaire és Marinetti mellett közölte Kassák Lajos, Déry Tibor, Karinthy Frigyes, Kosztolányi Dezső, Móricz Zsigmond szépirodalmi alkotásait is.
Walden a galériában 1912-ben bemutatta Kokoschka festményeit, majd az olasz futuristákat, aztán a francia kubistákat, s nála rendezhette meg 1914-ben első önálló kiállítását Marc Chagall. A Sturm megismertette a közönséggel Archipenko és Chagall műveit. A magyar Moholy-Nagy László is mint művészeti író szerepelt a Sturm hasábjain. Walden igazi "nagy tette" 1913-ban az Első Német Öszi Szalon (Erster Deutscher Herbstsalon) megszervezése volt, amelyen tizenöt ország mintegy 90 művészének 366 festményét és szobrát állították ki, ez volt akkoriban a modern művészet legnagyobb seregszemléje.
H. Walden működését Németország határain túl is kiterjesztette, vándorkiállításokat szervezett, amelyek eljutottak egészen Japánig és Kanadáig. A világháború alatt a Sturm változatlanul megjelent, de a háborús körülmények közepette már nem tudott a korábbihoz hasonló érdeklődést kelteni. A havilapból negyedévenként megjelenő folyóirat lett, végül 1932-ben megszűnt.